# هيكتور هرنانديز سيلفا
هيكتور هرنانديز سيلفا (بالإسبانية: Héctor Hernández Silva)‏ هو سياسي مكسيكي، ولد في 17 سبتمبر 1964 في تولوكا في المكسيك. حزبياً، نشط في الحزب الثوري المؤسساتي. وقد انتخب عضو مجلس النواب المكسيك.